# Roëzé-sur-Sarthe
Roëzé-sur-Sarthe (prononcé [ʁwaze syʁ saʁt] ; appelée Roëzé jusqu'en juin 1936 et Roézé-sur-Sarthe jusqu'en décembre 2021), est une commune française, située dans le département de la Sarthe en région Pays de la Loire, peuplée en 2022 de 2 546 habitants.
La commune fait partie de la province historique du Maine, et se situe dans le Haut-Maine (Maine blanc).

## Géographie

### Localisation
Le territoire de la commune est limitrophe de ceux de huit communes :
| Louplande          | Voivres-lès-le-Mans |                             |
| Chemiré-le-Gaudin  | Roëzé-sur-Sarthe    | Fillé                       |
| La Suze-sur-Sarthe | Cérans-Foulletourte | Guécélard, Parigné-le-Pôlin |

### Hydrographie
La Sarthe traverse la moitié sud de la commune et longe le chef-lieu de la commune.

### Climat
Pour des articles plus généraux, voir Climat des Pays de la Loire et Climat de la Sarthe.
En 2010, le climat de la commune est de type climat océanique dégradé des plaines du Centre et du Nord, selon une étude du CNRS s'appuyant sur une série de données couvrant la période 1971-2000. En 2020, Météo-France publie une typologie des climats de la France métropolitaine dans laquelle la commune est exposée à un climat océanique et est dans la région climatique Moyenne vallée de la Loire, caractérisée par une bonne insolation (1 850 h/an) et un été peu pluvieux.
Pour la période 1971-2000, la température annuelle moyenne est de 11,3 °C, avec une amplitude thermique annuelle de 14,4 °C. Le cumul annuel moyen de précipitations est de 686 mm, avec 11,3 jours de précipitations en janvier et 6,8 jours en juillet. Pour la période 1991-2020, la température moyenne annuelle observée sur la station météorologique de Météo-France la plus proche, sur la commune du Mans à 15 km à vol d'oiseau, est de 12,4 °C et le cumul annuel moyen de précipitations est de 693,4 mm,. Pour l'avenir, les paramètres climatiques de la commune estimés pour 2050 selon différents scénarios d'émission de gaz à effet de serre sont consultables sur un site dédié publié par Météo-France en novembre 2022.

## Urbanisme

### Typologie
Au 1er janvier 2024, Roëzé-sur-Sarthe est catégorisée petite ville, selon la nouvelle grille communale de densité à sept niveaux définie par l'Insee en 2022.
Elle appartient à l'unité urbaine de La Suze-sur-Sarthe, une agglomération intra-départementale regroupant deux  communes, dont elle est une commune de la banlieue,,. Par ailleurs la commune fait partie de l'aire d'attraction du Mans, dont elle est une commune de la couronne,. Cette aire, qui regroupe 144 communes, est catégorisée dans les aires de 200 000 à moins de 700 000 habitants,.

### Occupation des sols

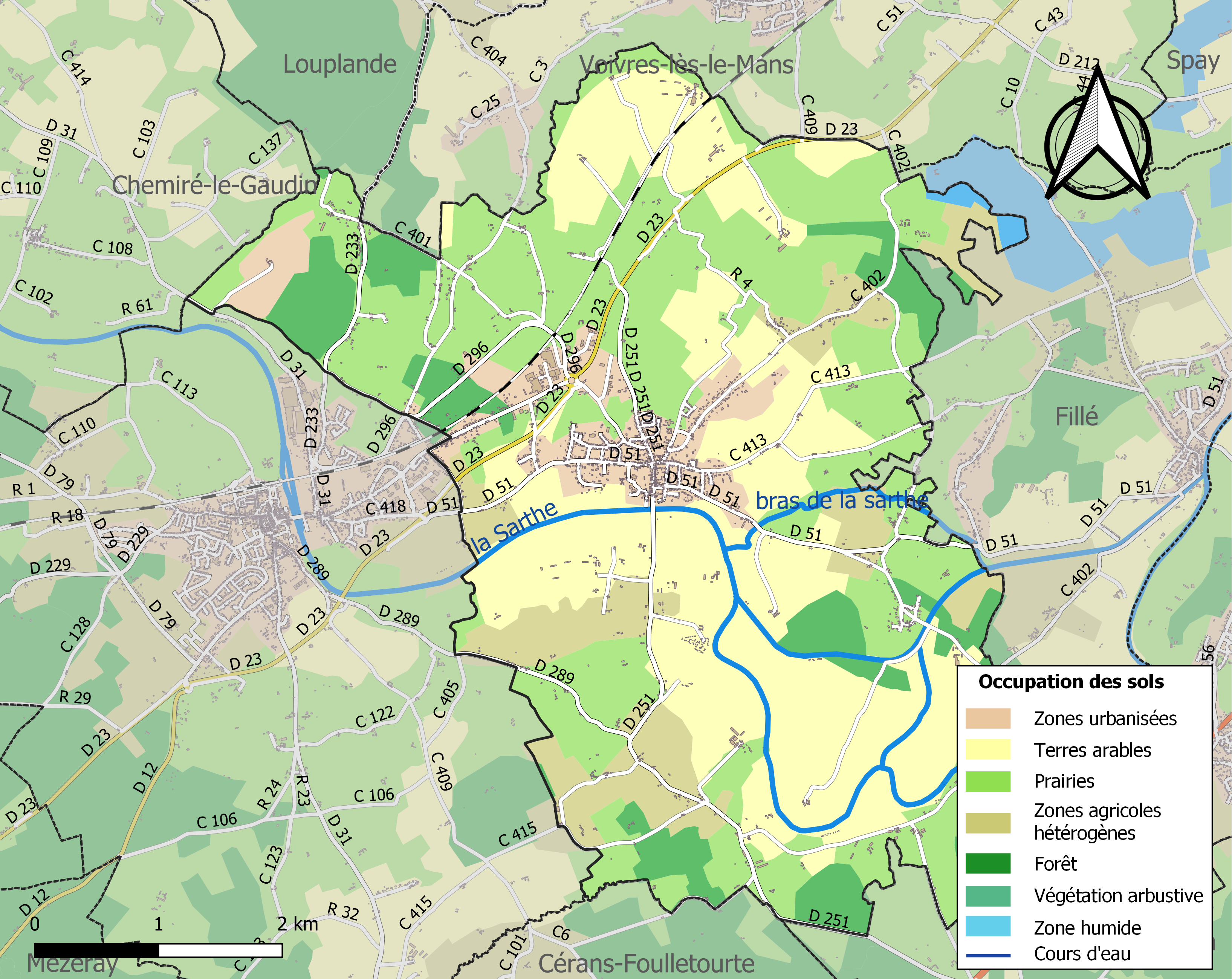
Carte des infrastructures et de l'occupation des sols de la commune en 2018 (CLC).

L'occupation des sols de la commune, telle qu'elle ressort de la base de données européenne d’occupation biophysique des sols Corine Land Cover (CLC), est marquée par l'importance des territoires agricoles (82,4 % en 2018), en diminution par rapport à 1990 (85,5 %). La répartition détaillée en 2018 est la suivante : 
prairies (39,2 %), terres arables (32,9 %), zones agricoles hétérogènes (10,3 %), forêts (9,6 %), zones urbanisées (4,7 %), zones industrielles ou commerciales et réseaux de communication (1,7 %), mines, décharges et chantiers (1,1 %), eaux continentales (0,5 %).
L'IGN met par ailleurs à disposition un outil en ligne permettant de comparer l’évolution dans le temps de l’occupation des sols de la commune (ou de territoires à des échelles différentes). Plusieurs époques sont accessibles sous forme de cartes ou photos aériennes : la carte de Cassini (XVIIIe siècle), la carte d'état-major (1820-1866) et la période actuelle (1950 à aujourd'hui).

## Toponymie
Le gentilé est Roëzéen.
Roëzé pourrait venir d’un ancien nom de famille d’origine romaine ou gallo-romaine Roscius, nom assez commun dans les Gaules, qui aurait établi une villa sur la commune et auquel serait ajouté le suffixe romain acum indiquant la propriété d’un notable ; l'ensemble formant Rosiacum.

## Histoire
Roëzé est citée à l'époque gallo-romaine notamment grâce à la voie romaine qui reliait le Mans à Angers, traversant la commune alors nommée Rosiacum. Le bourg se développe à partir de 1040 ou le seigneur local, Lodon, créé un prieuré au profit des moines de l'abbaye de la Couture. Les restes des bâtiments du prieuré datant du XVIe siècle, seront visibles jusqu'en 1961 le long de l'église.
La commune par nature rurale a connu un développement commercial au XVIIIe siècle notamment avec le commerce des étamines de laine. Au XIXe siècle, le canal de la Fuie reliant les communes de Fillé à Roëzé, deviendra le plus long et le plus haut du département.
L'essor urbain se développe à partir des années 1970 et sa population va doubler en 30 ans. Aujourd'hui la moitié des habitants se situent dans l'enveloppe urbaine.

## Politique et administration

### Élections municipales

#### Liste des maires
| Période      | Période                  | Identité                | Étiquette              | Qualité |
| ------------ | ------------------------ | ----------------------- | ---------------------- | --- |
| mai 1925     | février 1956 (décès)     | Auguste François Gallas |                        | Instituteur retraité |
| mars 1956    | mars 1983                | Albert Fouet            | PRRRS puis CIR puis PS | Ancien sous-préfet, licencié és-lettres Député de la Sarthe (3e circ.) (1962 → 1968) Conseiller général de la Suze-sur-Sarthe (1952 → 1982) Vice-président du conseil général |
| mars 1983    | juillet 2004 (démission) | Bernard Dabiel          | PS                     | Cadre CADS-Bevisarthe Président de la CC du Val de Sarthe (1994 → 2004) |
| juillet 2004 | mars 2014                | Michel Bonhommet        | DVD                    | Retraité agricole |
| mars 2014    | En cours                 | Catherine Taureau       | DVD                    | Fonctionnaire au conseil départemental de la Sarthe |

### Jumelages
- Woodhall Spa (Royaume-Uni).

## Équipements et services publics

### Enseignement
La commune dispose de 3 établissements scolaires du premier degré :
- l'école maternelle Françoise Aguillon
- l'école élémentaire du chemin de l'Etre
- l'école libre Notre-Dame Saint-Martin

### Santé
La commune accueille 8 professionnels médicaux et paramédicaux :
Au Pôle Santé, situé au 10 route de Besne :
- un médecin
- un cabinet de masseurs-kinésithérapie
- une orthoptiste
- un cabinet d'ostéopathes

Au Cabinet Paramédical, situé place Isaac de La Roche :
- une infirmière
- une orthophoniste
- une psychologue

Un médecin libéral pratiquant à son domicile, route de Besne.

### Équipements sportifs
De nombreux équipements répartis sur la commune :
- un complexe sportif, route de Beaufeu, regroupant halle des sports, gymnase, terrains de football, tennis extérieurs, boucle ludique, parcours santé
- un city-stade, près de la salle polyvalente
- un espace nature, route de Besne, alliant détente et espaces pour enfants (terrain BMX et Pump-track)

### Équipements touristiques
Équipements touristiques en bord de rivière Sarthe :
- cale de mise à l'eau pour les bateaux
- ponton d'accostage pour les bateaux de loisirs avec recharges électriques
- emplacement de pêche pour personne à mobilité réduite
- aire de pique-nique avec parking
- chemin de halage accessible pour randonnée pédestre et cycliste jusqu'à l'île Moulinsart à Fillé[21]
- terrain insolite en bord de rivière avec activités nautiques et hébergements[22]

## Population et société

### Démographie
L'évolution du nombre d'habitants est connue à travers les recensements de la population effectués dans la commune depuis 1793. Pour les communes de moins de 10 000 habitants, une enquête de recensement portant sur toute la population est réalisée tous les cinq ans, les populations de référence des années intermédiaires étant quant à elles estimées par interpolation ou extrapolation. Pour la commune, le premier recensement exhaustif entrant dans le cadre du nouveau dispositif a été réalisé en 2004.
En 2022, la commune comptait 2 546 habitants, en évolution de −2,64 % par rapport à 2016 (Sarthe : −0,25 %, France hors Mayotte : +2,11 %).
| 1793  | 1800  | 1806  | 1821  | 1831  | 1836  | 1841  | 1846  | 1851  |
| ----- | ----- | ----- | ----- | ----- | ----- | ----- | ----- | ----- |
| 1 059 | 1 217 | 1 213 | 1 380 | 1 442 | 1 388 | 1 440 | 1 500 | 1 471 |

| 1856  | 1861  | 1866  | 1872  | 1876  | 1881  | 1886  | 1891  | 1896  |
| ----- | ----- | ----- | ----- | ----- | ----- | ----- | ----- | ----- |
| 1 478 | 1 439 | 1 410 | 1 357 | 1 355 | 1 300 | 1 313 | 1 307 | 1 335 |

| 1901  | 1906  | 1911  | 1921  | 1926  | 1931  | 1936  | 1946  | 1954  |
| ----- | ----- | ----- | ----- | ----- | ----- | ----- | ----- | ----- |
| 1 271 | 1 300 | 1 297 | 1 204 | 1 155 | 1 058 | 1 083 | 1 063 | 1 109 |

| 1962  | 1968  | 1975  | 1982  | 1990  | 1999  | 2004  | 2006  | 2009  |
| ----- | ----- | ----- | ----- | ----- | ----- | ----- | ----- | ----- |
| 1 132 | 1 252 | 1 616 | 1 866 | 1 903 | 2 327 | 2 572 | 2 587 | 2 675 |

| 2014  | 2019  | 2022  | - | - | - | - | - | - |
| ----- | ----- | ----- | - | - | - | - | - | - |
| 2 639 | 2 615 | 2 546 | - | - | - | - | - | - |

### Sports et loisirs

#### Clubs sportifs
- Union sportive Roëzé, club de football depuis les années 1960.
- Basket club roëzéen.
- Club de tennis.
- Club de badminton.
- Roëzé Zumba.
- Club de self-défense Krav Maga.
- Club de pétanque.

## Culture locale et patrimoine

### Lieux et monuments
- L'église romane Saint-Pierre-et-Saint-Paul, des XIe, XIIIe et XIXe siècles[27]. Elle renferme une statue de la Vierge à l'Enfant, du XVe siècle[28], ainsi que deux statues en céramique du XVIIe siècle, de sainte Barbe et sainte Marthe[29], classées aux monuments historiques au titre d'objets.
- La chapelle Saint-Martin, des XIIe et XIXe siècles[30], site privé.
- Le manoir de la Beunèche (XVIe siècle), site privé classé au titre des monuments historiques en 1950[31].
- Vestiges du château de la Foulière, site privé, où les tours étaient hautes de plus de vingt mètres[1] aujourd'hui entièrement disparues.
- L'hospice Sainte-Anne, aménagé en 1874 et agrandi en 1902.
- Fontaine située dans le chemin du Moulin.
- Château de Coulon (XVe et XIXe siècles), site privé, qui appartenait à la famille Ménard de La Groye.
- Château de Saint-Fraimbault (XVIIIe siècle), site privé.
- Vauguyon, ancien fief, aujourd'hui entièrement disparu.
- Moulin de la Beunèche (vestiges), site privé.
- Maison bourgeoise, du milieu du XIXe siècle, située route de Fillé.
- Ancienne forteresse de la Plesse, aujourd'hui entièrement disparue.
- L'Aunay-Morin, ferme construite à l'emplacement d'une ancienne forteresse aujourd'hui entièrement disparue, site privé.

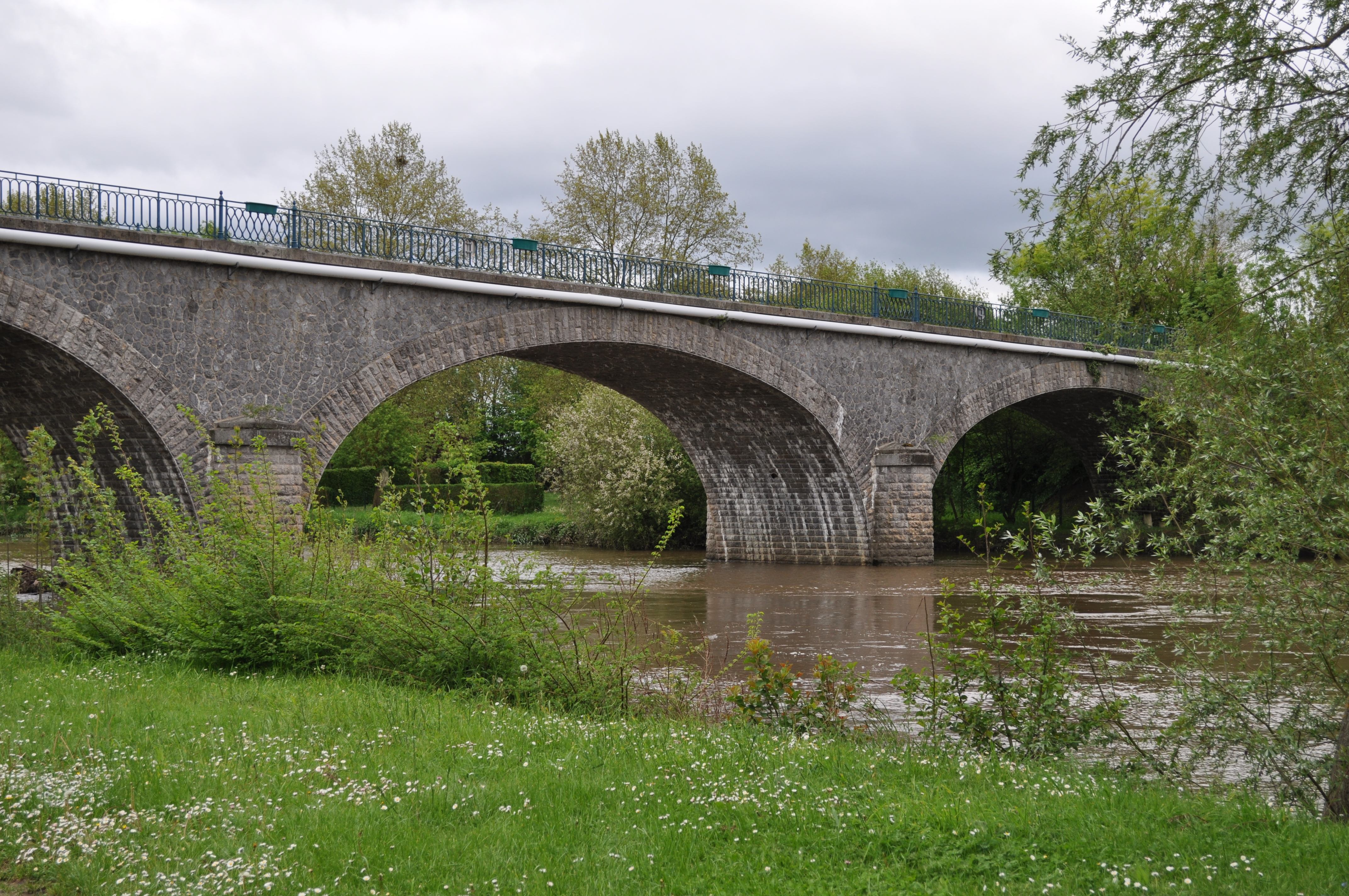
Le pont sur la Sarthe
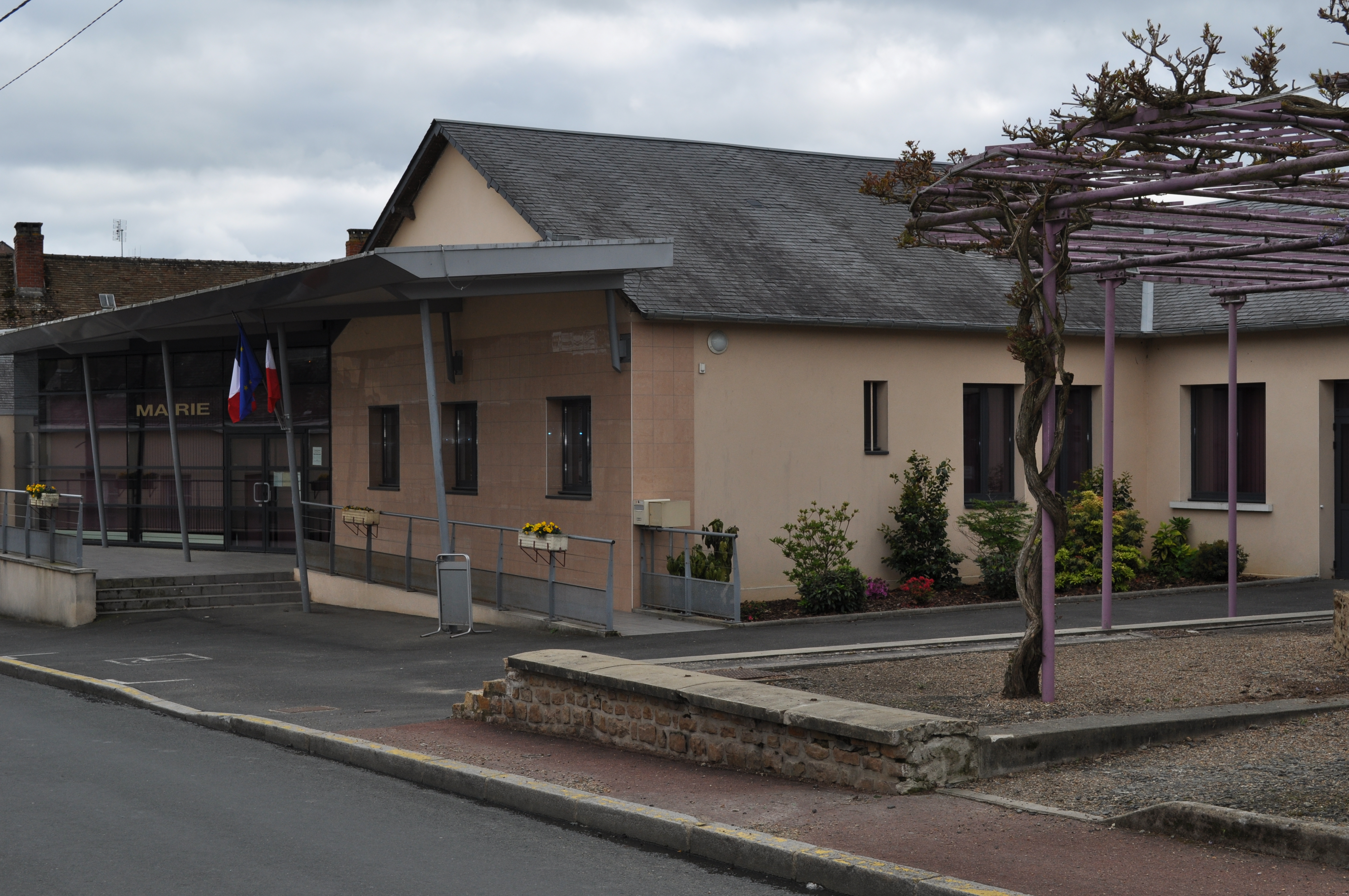
La mairie
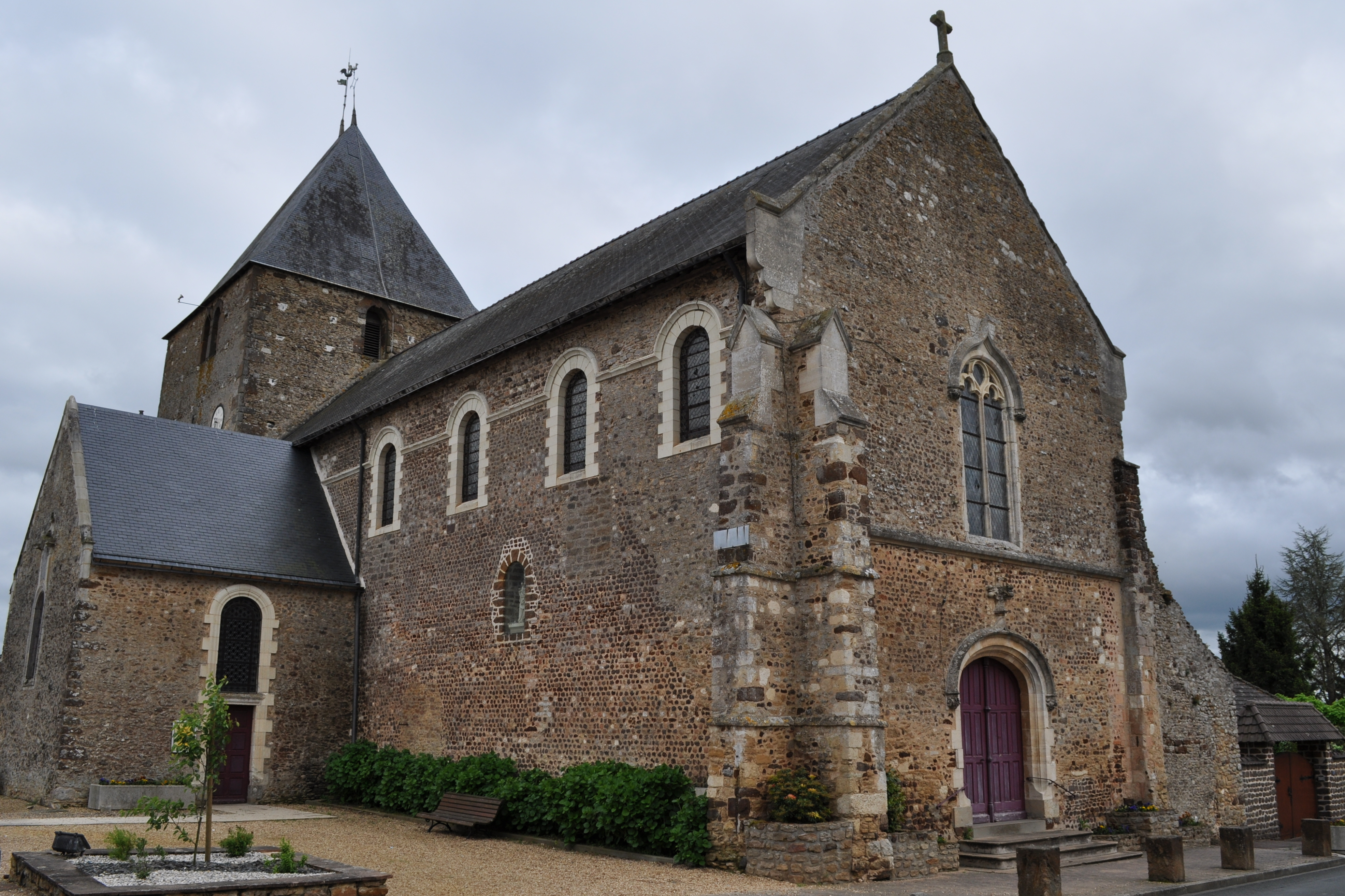
Église Saint-Pierre-et-Saint-Paul
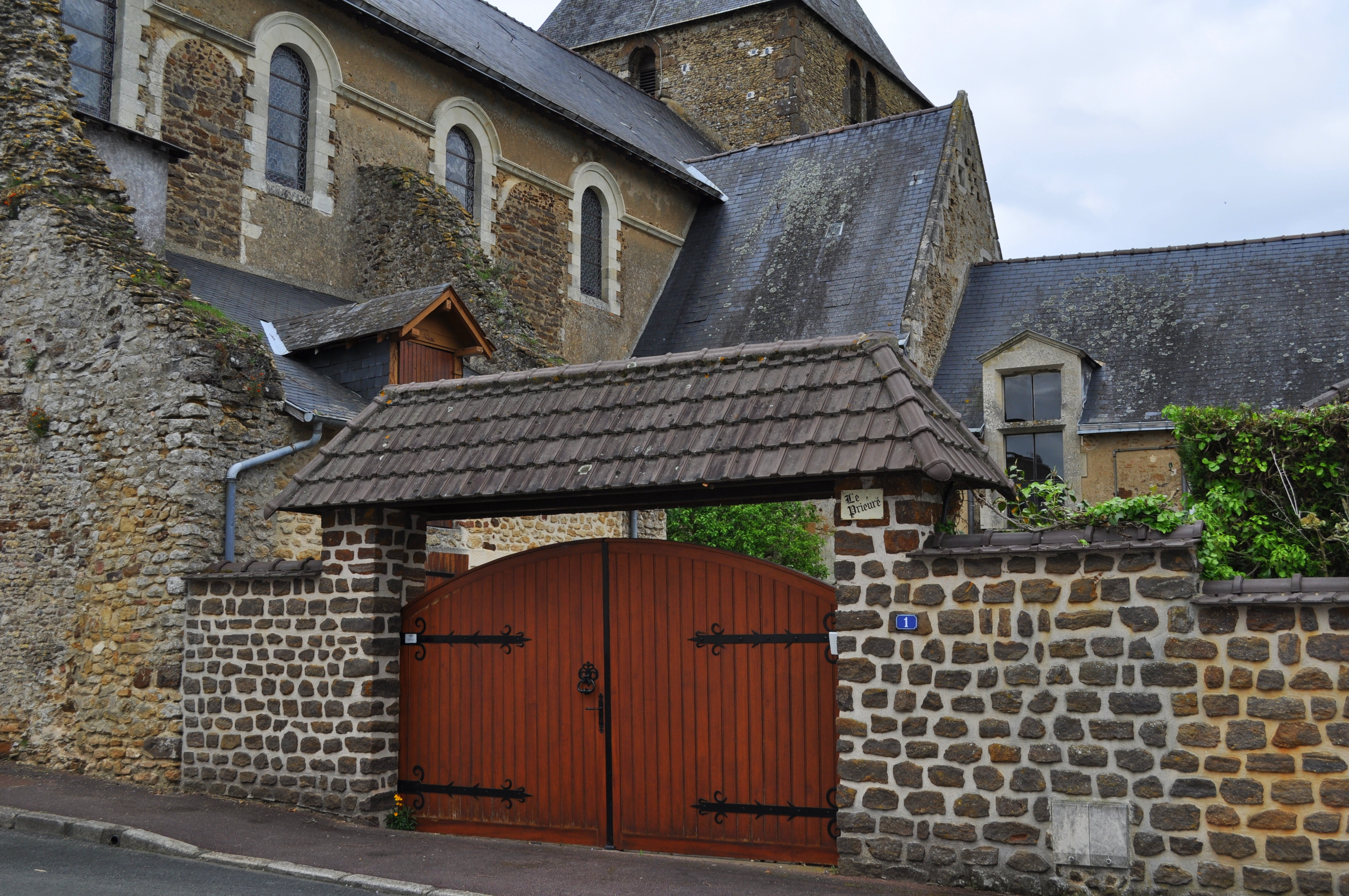
Le prieuré
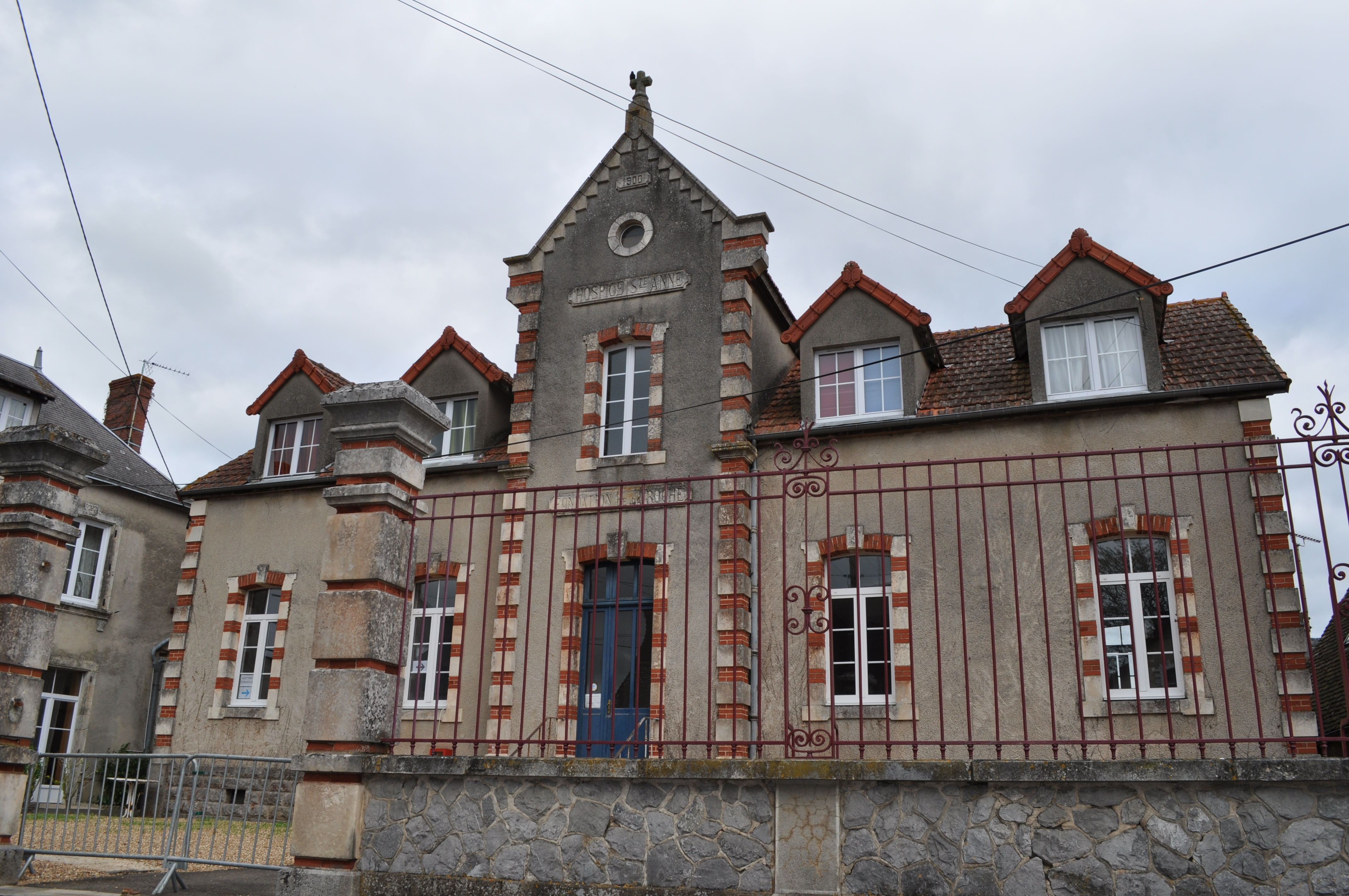
Hospice Sainte-Anne
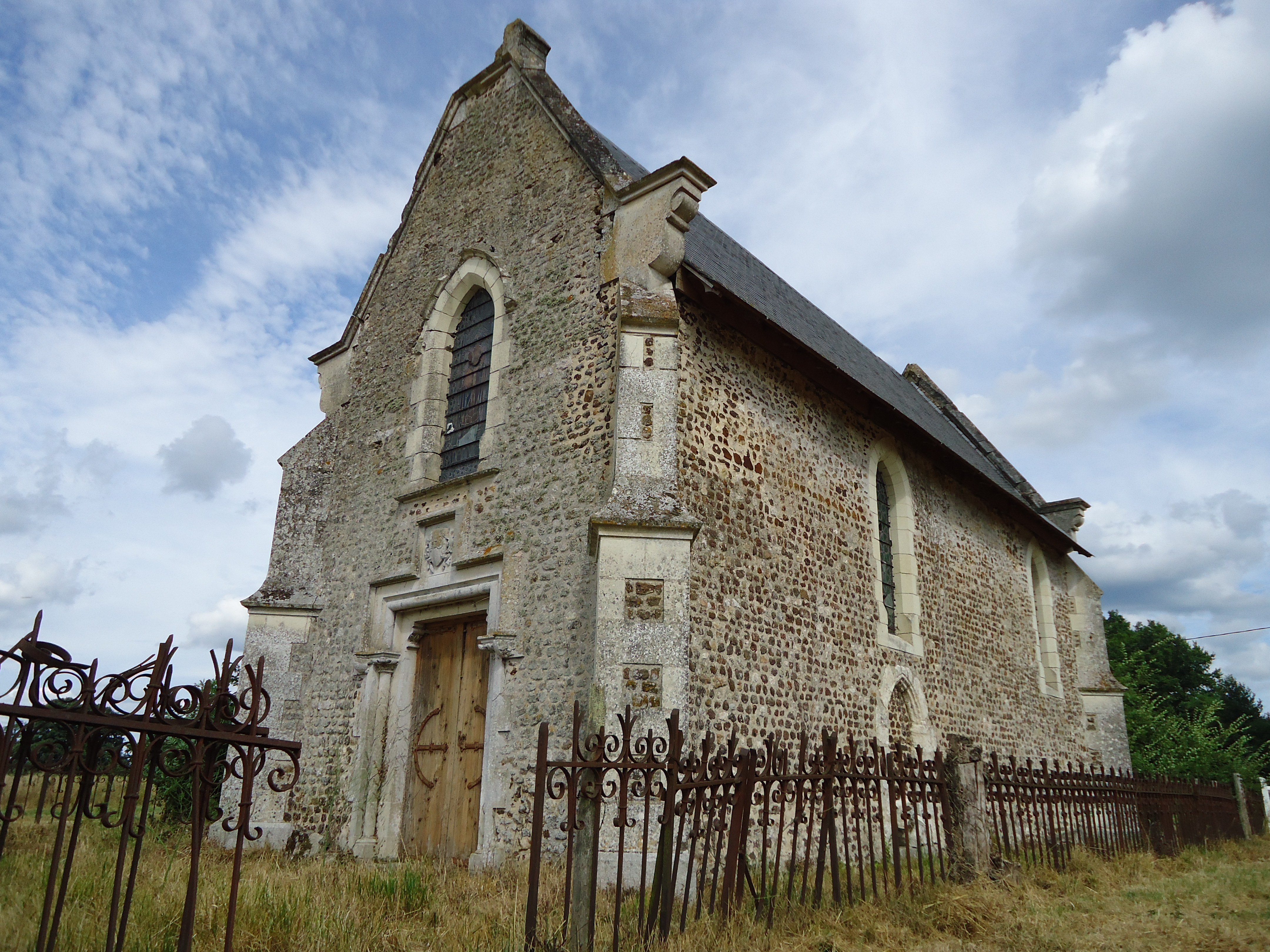
Chapelle Saint-Martin
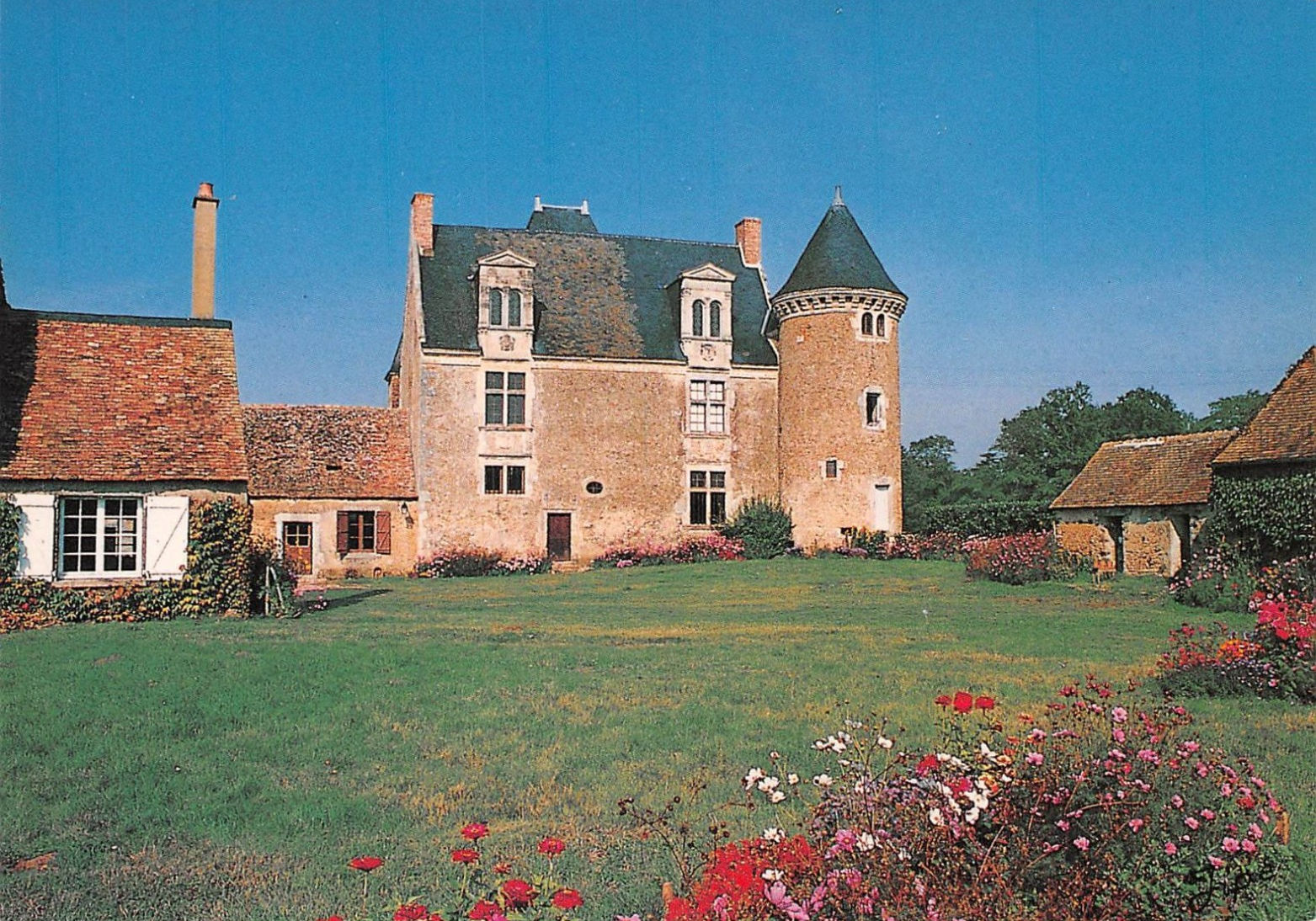
Manoir de la Beunêche
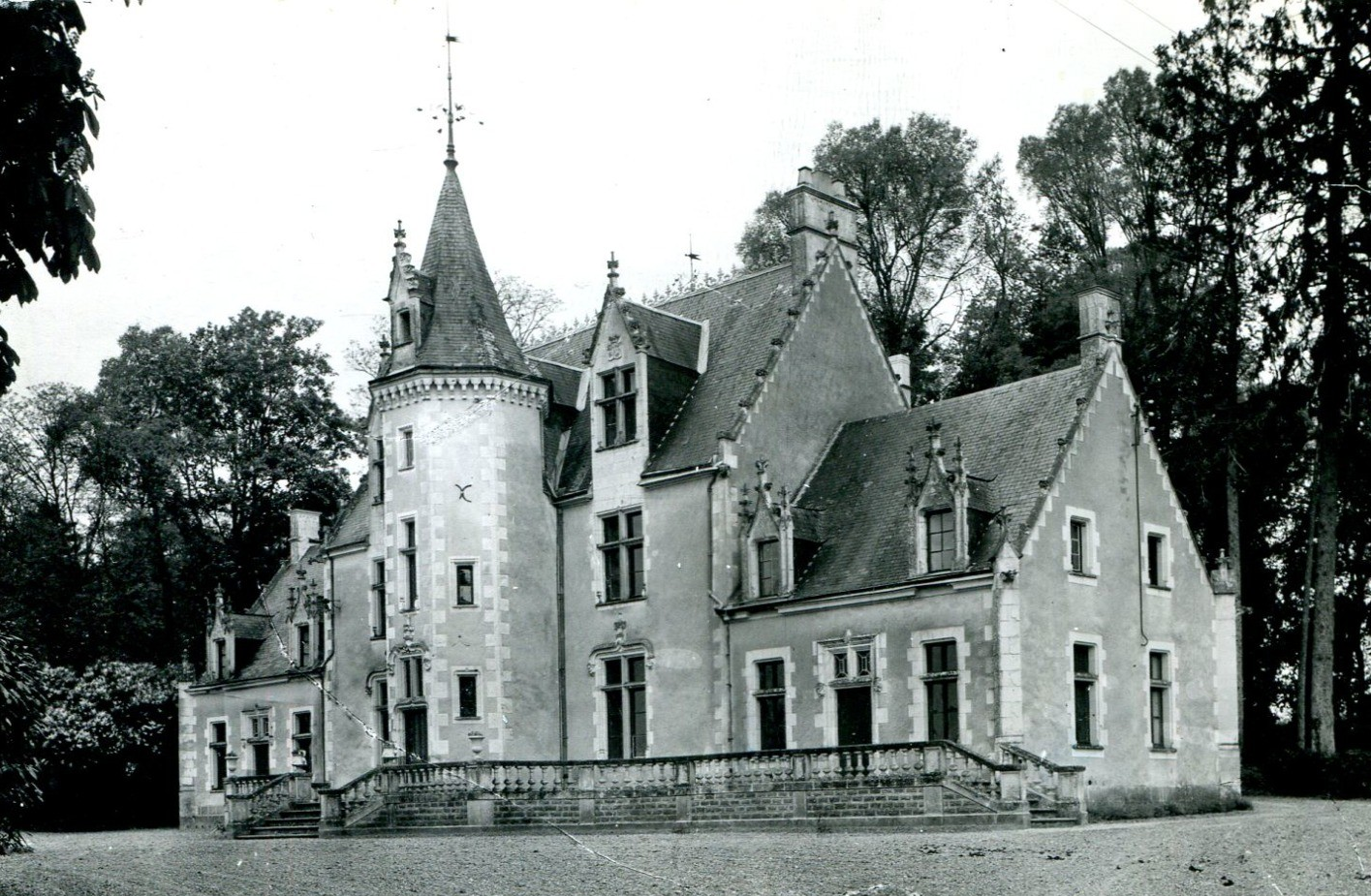
Château de Coulon
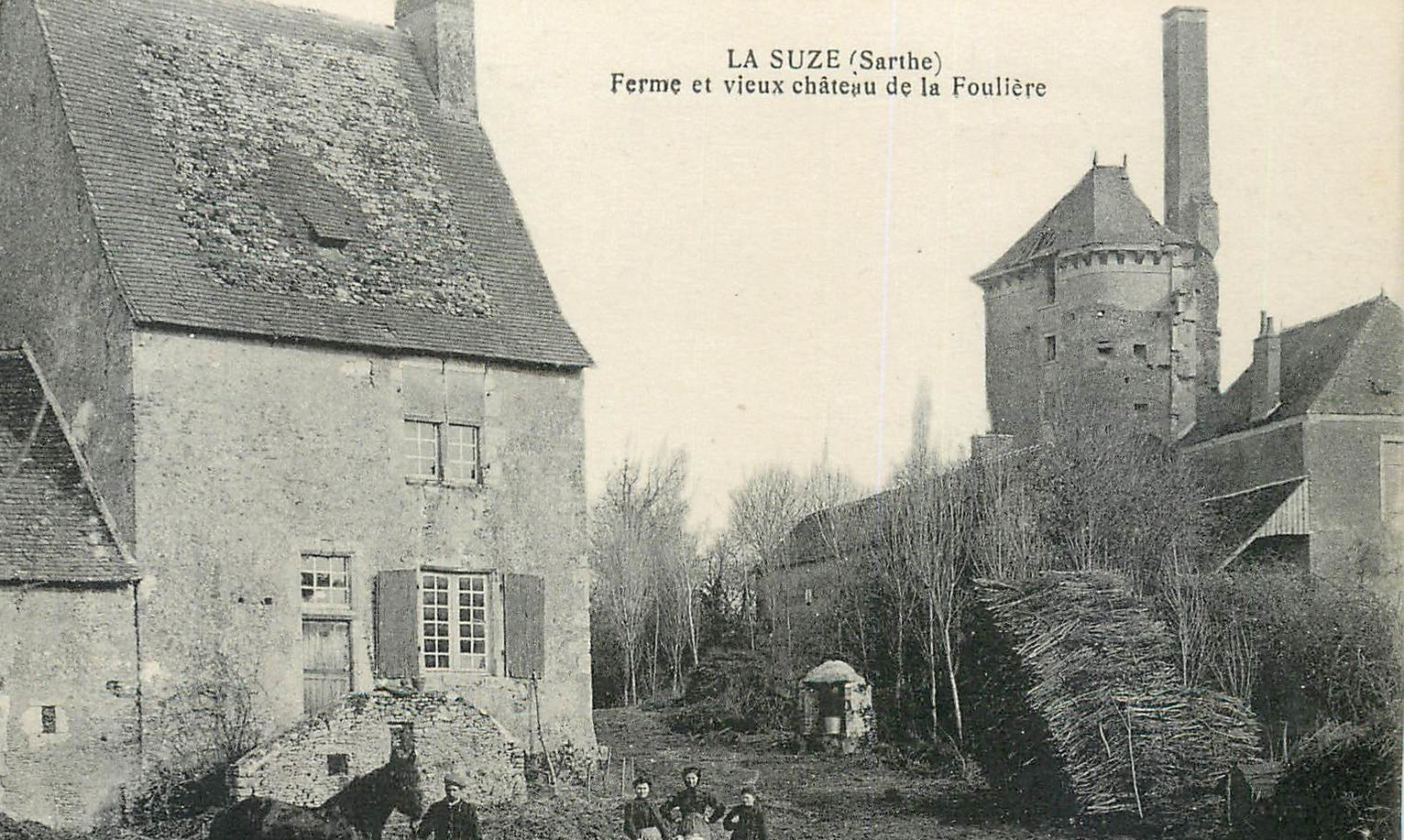
Château de la Foulière
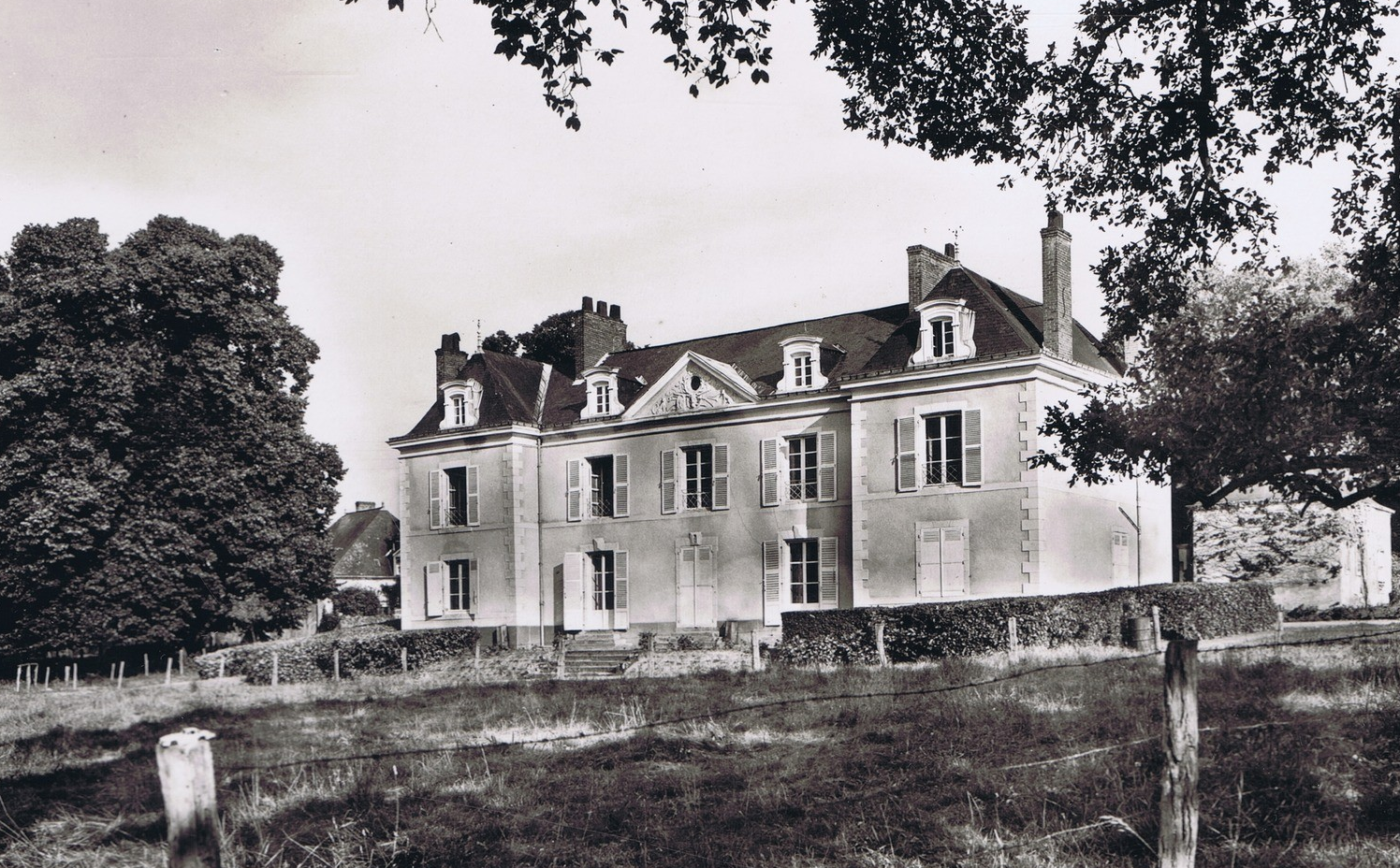
Château de Saint-Frambault

### Personnalités liées
- Paul-Henri, 3e comte Lanjuinais (1834-1916), maire de Roézé (avant 1881).
- Albert Fouet (1915-2017), maire de Roézé, député de la Sarthe, sous-préfet.
- Louis Basse (1768 à Roézé-sur-Sarthe - 1851), avocat, député-maire du Mans, conseiller général de la Sarthe, créateur de la Mutuelle immobilière du Mans, chevalier de la Légion d'honneur.

### Héraldique
| Blason de Roëzé-sur-Sarthe | Blason  | Tiercé en fasce: au 1er d'argent à trois roses de gueules boutonnées d'or rangées en fasce, au 2e d'azur au lion léopardé cousu de gueules, au 3e de sinople à deux fleurs de lis d'argent. |
| Blason de Roëzé-sur-Sarthe | Détails | Ce blason a été créé par la municipalité dans les années 1980. Il a été réactualisé en 2004 en adoptant le format héraldique pour les roses.                                                |